# Baczkó Bernadett
Baczkó Bernadett (Budapest, 1986. január 8. –) világbajnoki bronzérmes, olimpikon cselgáncsozó, a KSI SE versenyzője.

## Pályafutása
Első jelentős nemzetközi sikerét 2002-ben, a győri ifjúsági Európa-bajnokságon aratta, ahol első lett az 57 kg-os súlycsoportban. Ebben az évben nyerte első felnőtt magyar országos bajnoki címét, melyet 2007-ig, sorozatban még öt követett 57 kg-ban (63 kg-ban 2009-ben, 2011-ben és 2012-ben is magyar bajnok).
A junior korosztályban (U20) 2004-ben Európa-bajnok, 2005-ben és 2006-ban ezüstérmes volt. Első felnőtt világversenyén ötödik helyen végzett a tamperei Európa-bajnokságon, 2006-ban (57 kg). Még ebben az évben megnyerte a világkupa sorozat budapesti állomását, Rómában ötödik helyen végzett, Moszkvában felállhatott a dobogó harmadik fokára, a szuwoni Főiskolás világbajnokságról pedig ezüstéremmel tért haza.
Az U23-as EB-n kétszer is diadalmaskodott (2007 és 2008), a 2007-es riói Világbajnokságon pedig bravúros meneteléssel a dobogó harmadik fokára állhatott fel, immár a felnőttek mezőnyében. Nyitómérkőzésén a lengyel Kolodziejet győzte le ipponnal, ezután aranyponttal győzött a török Billor ellen. A harmadik fordulóban az olimpiai bajnok német Bönisch sem tudta megállítani a KSI kiválóságát, aki fél perccel a mérkőzés vége előtt ipponnal győzött. Ezután a kontinens első francia Harelt aranyponttal búcsúztatta, az elődöntőben viszont az olimpiai, világ- és Európa-bajnok spanyol Fernandez már túl nagy falatnak bizonyult, és a hajrában wazarival vereséget szenvedett. A bronzmérkőzésen a finn Koivumakival került szembe, akit kokával vert meg.
A riói bronzérem egyúttal azt is jelentette, hogy kvalifikálta magát a 2008-as Pekingi Olimpiai játékokra.
2007 decemberében harmadik helyen végzett a tokiói Jigoro Kano kupán, 2008 tavaszán szintén bronzérmes volt a Hungária Kupán, majd a római világkupa viadalon aranyérmet szerzett.
Pekingben a legjobb tizenhat között kezdhette meg a küzdelmet, első ellenfele a magyar származású, de ausztrál színekben induló Pekli Mária volt, akitől szoros mérkőzésen, de vereséget szenvedett. Mivel Pekli következő meccsén is győzött, Baczkó is tovább küzdhetett a vigaszágon, ahol ipponnal le is győzte a tunéziai Neszria Dzselasszit. A következő meccsen az a Barbara Harel következett, akit a 2007-es világbajnokságon legyőzött a négy közé jutásért, Pekingben pedig a bronzmérkőzés volt kettejük összecsapásának a tétje. A francia ellen azonban most nem sikerült a győzelem, Harel a vége előtt nem sokkal wazarit ért el és megnyerte a mérkőzést. A KSI SE versenyzője így hetedik helyen zárta az ötkarikás játékokat.
Az Olimpiai után, 2008 novemberében Zágrábban, az U23-as kontinens viadalon aranyérmet szerezve megvédi korosztályos Eb címét.
2009-ben februárjában második helyen végzett a prágai világkupa viadalon, májusban pedig bronzérmes volt a tuniszi grand prix versenyen.
A 2010-es esztendőtől kezdve egy súlycsoporttal feljebb, a 63 kg-os mezőnyben versenyez.
2012 októberében, az országos bajnokságon megszerezte pályafutása kilencedik magyar bajnoki aranyérmét.
A 2013-as budapesti Európa-bajnokságon 63 kg-ban helyezetlen. A 16 közé jutásért Ana Repidát győzte le a KSI versenyzője, ám a nyolcaddöntőben, a későbbi győztes francia Clarisse Abgegnenou ellen már nem volt ellenszere Baczkónak.

## Díjai, elismerései
- Az év női cselgáncsozója Magyarországon (2007)